# Caudry
Caudry település Franciaországban, Nord megyében. Lakosainak száma 14 032 fő (2022. január 1.). Caudry Troisvilles, Beaumont-en-Cambrésis, Beauvois-en-Cambrésis, Bertry, Béthencourt, Fontaine-au-Pire, Ligny-en-Cambrésis és Montigny-en-Cambrésis községekkel határos.

## Népesség
A település népességének változása:
| Lakosok száma | 14 789 | 14 935 | 14 631 | 14 591 | 14 487 | 14 121 | 14 028 | 14 070 | 14 032 |
|               | 2013   | 2015   | 2016   | 2017   | 2018   | 2019   | 2020   | 2021   | 2022   |